# Лазурная (деревня)
Лазурная — деревня в Конаковском районе Тверской области России. Входит в состав городского поселения посёлок Новозавидовский.

## История
В 1965 году Указом Президиума ВС РСФСР деревня Лягушино переименована в Лазурная.

## Население
| 2010 |
| ---- |
| 120  |